# Tim James
Tim O'Connor James (Miami, 26 dicembre 1976) è un ex cestista e allenatore di pallacanestro statunitense, professionista nella NBA, in Giappone e in Israele.

## Carriera
È stato selezionato dai Miami Heat al primo giro del Draft NBA 1999 (25ª scelta assoluta).

## Palmarès
- NCAA AP All-America Third Team (1999)